# Крок, Карл Эдуардович
Карл Эдуардович Крок (1825—1887) — генерал-майор, герой русско-турецкой войны 1877—1878 годов.

## Биография
В военную службу вступил 14 ноября 1845 года прапорщиком в армейскую пехоту. В 1863 году произведён в подполковники и в 1867 году — в полковники.
Накануне русско-турецкой войны был назначен командиром одного из батальонов 4-й стрелковой бригады. В рядах этой бригады он неоднократно отличался в разных сражениях на Балканах и к декабрю 1877 года уже командовал всей бригадой.
24 декабря русские войска выступили из Травны в следующем порядке: 4-я стрелковая бригада, две сотни казаков 23-го Донского полка, 9-я дружина болгарского ополчения и 1-я горная батарея. Этот отряд под общим командованием полковника Крока двинулся в авангарде через Крестец к деревне Сельцы. В бою у Шипки 27 и 28 декабря полковник Крок, под которым в бою одна лошадь была убита, а другая ранена, овладел штурмом укреплённым курганом и тремя орудиями в центре позиции, а затем после ранения генерала Домбровского принял общее командование боевой линией.
За отличия в делах против турок в 1877 году, согласно представлению местной кавалерской думы, Крок был награждён орденом св. Георгия 4-й степепни (награда эта высочайше утверждена 27 февраля 1878 года). В рескрипте было сказано:
В деле с Турками, 27 Декабря 1877 года, командуя левым флангом боевой линии, во главе бригады, взял приступом с боя несколько сильно укрепленных редутов; 28 же Декабря, отбив неприятельскую атаку, перешел в наступление и взял с боя последний ряд редутов.
Среди прочих наград за эту кампанию Крок имел орден св. Станислава 1-й степени, а 30 ноября 1878 года награждён золотой саблей с надписью «За храбрость». 27 ноября 1878 года он был произведён в генерал-майоры (со старшинством от 27 декабря 1877 года), а 9 октября 1879 года зачислен в Свиту Его Императорского Величества с оставлением в должности бригадного командира.
Впоследствии Крок был комендантом Варшавы; скончался 9 марта 1887 года, из списков исключён 16 марта.
Среди прочих наград Крок имел ордена:
- Орден Святого Владимира 4-й степени с бантом (1871 года, за беспорочную выслугу 25 лет в офицерских чинах)
- Орден Святого Владимира 3-й степени (1872 год)
- Орден Святой Анны 1-й степени (1883 год)